# Класс Каца-Панджера
Класс Каца-Панджера — в теории вероятностей двупараметрический класс распределений, включающий в себя биномиальное, пуассоновское и отрицательное биномиальное распределения.
Класс Каца-Панджера является двупараметрическим и может быть представлен путём задания производящей функции распределения функции этого класса:
{\displaystyle \psi (s)=((1-a) \over (1-as))^{(}1+b/a)}

## Определение
Классом распределений Каца-Панджера называется множество распределений неотрицательных СВ {\displaystyle N}, удовлетворяющих при всех {\displaystyle k=1,2,\dots } условиям
{\displaystyle {\frac {P(N=k)}{P(N=k-1)}}=a+{\frac {b}{k}}}
где a, b — параметры определяющие распределения.